# هایباخ (باواریای پایین)
هایباخ (باواریای پایین) (به آلمانی: Haibach, Lower Bavaria) یک شهر در آلمان است که در اشتراوبینگ-بوگن واقع شده‌است.

## خصوصیات
هایباخ ۳۲٫۳۶ کیلومترمربع مساحت دارد ۴۴۹-۵۲۰ متر بالاتر از سطح دریا واقع شده‌است.